# Roman Kodet
Roman Kodet (* 1981, Praha) je český historik, japanolog a vysokoškolský pedagog. Působí na Katedře historických věd Filozofické fakulty Západočeské univerzity v Plzni. Dlouhodobě se zabývá dějinami Japonska, o kterých napsal již tři odborné knihy a to Války samurajů: Konflikty starého Japonska 1156–1877 (2015), Příběh samurajů (2018) a Soumrak samurajů (2024). Publikuje v nakladatelství Epocha.

## Životopis
Vystudoval historii na Filozofické fakultě Univerzity Karlovy v Praze, kterou absolvoval s diplomovou prací o Bosenské krizi. V roce 2012 obhájil na Ústavu světových dějin disertační práci na téma Rakousko-Uhersko a Osmanská říše před první světovou válkou.
V roce 2009 nastoupil na Katedru historických věd FF ZČU v Plzni. V roce 2018 zde založil Centrum japonských studií, které spolupracuje s Doshisha University v Kjótu, se kterou má smlouvu o studentské a akademické mobilitě.
V roce 2020 Kodet obdržel prestižní výzkumný grant Japan Foundation, udělovaný japonským ministerstvem zahraničních věcí, na projekt Western Perception of Japan in the Bakumatsu Period zabývající se obdobím pádu šógunátu v Japonsku. Ve volném čase nahrává podcast Plzeňský historik a je výkonným redaktorem mezinárodního časopisu West Bohemian Historical Review.
Je též předsedou Akademického senátu FF ZČU.

### Ocenění
- Cena Miroslava Ivanova
- Ocenění děkana FF ZČU